# Notre-Dame-d'Auteuil
Notre-Dame-d'Auteuil är en romersk-katolsk kyrkobyggnad i Paris, helgad åt Jungfru Maria. Kyrkan är belägen vid Place de l'Église-d'Auteuil i Quartier d'Auteuil i 16:e arrondissementet. Kyrkan ritades i romansk-bysantinsk stil av arkitekten Émile Vaudremer och konsekrerades år 1892. 

## Omgivningar
- Sainte-Bernadette de Paris
- Notre-Dame-de-l'Assomption de Passy
- Sainte-Jeanne-de-Chantal
- Notre-Dame-de-Grâce de Passy
- Saint-Christophe-de-Javel
- Notre-Dame-de-Grâce de Grenelle
- Parc André-Citroën

## Bilder
| - Portalen. - Glasmålning som framställer Jungfru Marias och Elisabets möte. - Skulptur föreställande biskop Pierre-Henri Lamazou, utförd av Anatole Marquet de Vasselot. - Notre-Dame-de-l'Assomption de Passy. |

## Kommunikationer
- Tunnelbana – linje  – Église d'Auteuil
- Busshållplats Église d'Auteuil – Paris bussnät, linje 22 52 62

### Webbkällor
- ”Église Notre-Dame-d'Auteuil” (på franska). Structurae.net. Arkiverad från originalet den 15 april 2021. https://archive.md/hMQAI. Läst 15 april 2021.